# Skatval
Skatval is een plaats in de Noorse gemeente Stjørdal. Tot 1962 was het een zelfstandige gemeente in de toenmalige provincie Nord-Trøndelag. De plaats heeft een lange historie met akkerbouw. Het slot Steinvikholm is in deze plaats gelegen. De parochiekerk van Skatval dateert uit 1901 en verving een eerdere kerk.

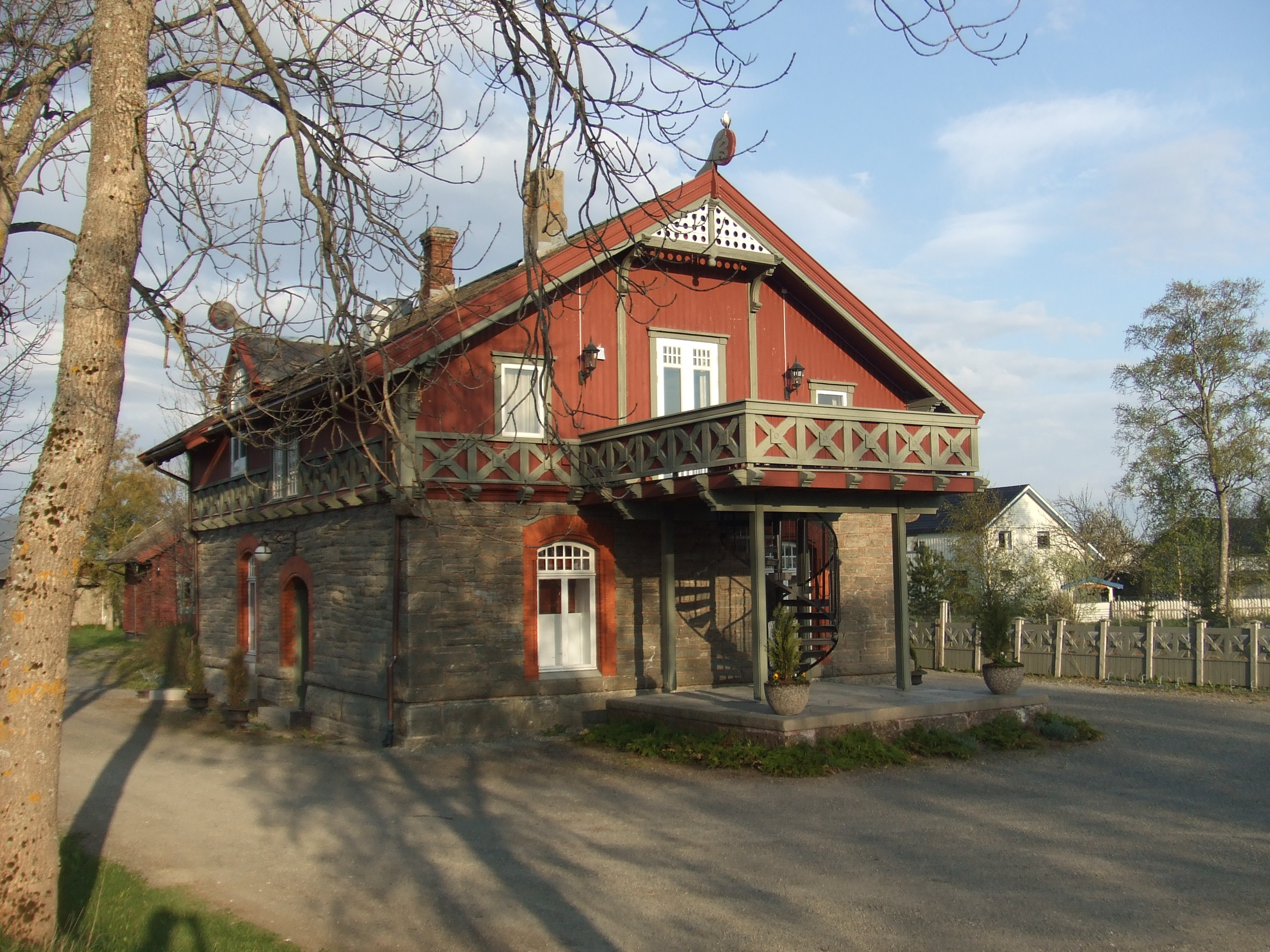
Het station van Skatval